# Neokončennaja povest'
Neokončennaja povest' (Неоконченная повесть) è un film del 1955 diretto da Fridrich Markovič Ėrmler.